# Medaglia per il giubileo dei 50 anni delle forze armate dell'Unione Sovietica
La medaglia per il giubileo dei 50 anni delle forze armate dell'Unione Sovietica è stata un premio statale dell'Unione Sovietica.

## Storia
La medaglia venne istituita il 26 dicembre 1967.

## Assegnazione
La medaglia veniva assegnata a generali, ammiragli, ufficiali, marescialli, sergenti, sottufficiali, soldati e marinai che fossero membri delle Forze Armate dell'URSS, delle truppe del Ministero degli Affari Interni o del Ministero per la Sicurezza dello Stato il 23 febbraio 1968.

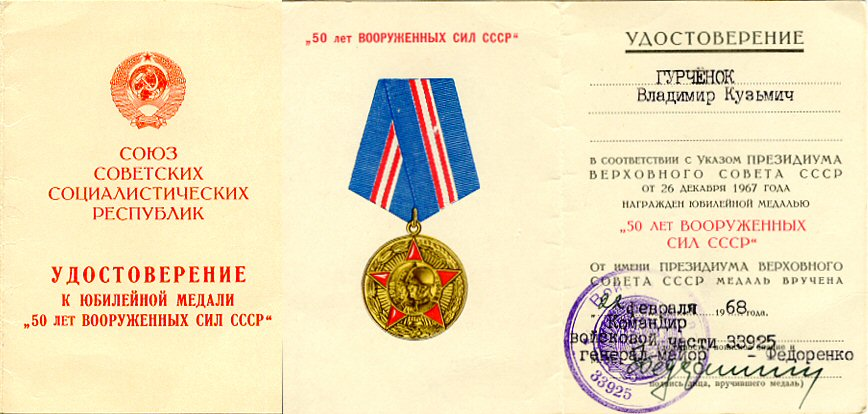
Documento di attestazione.

## Insegne
- La medaglia era di ottone. Il dritto raffigurava una corona di alloro e di quercia lungo l'intera circonferenza della medaglia. Al centro vi era una stella a cinque punte smaltata di rossa, al centro vi era un medaglione circolare recante i busti di due soldati sovietici un con il casco, l'altro con un budenovka. Lungo la circonferenza interna del medaglione, a sinistra l'anno "1918", a destra l'anno "1968". Sul rovescio vi era la scritta su tre righe "CINQUANTA ANNI DELLE FORZE ARMATE DELL'URSS" (Russo: «ПЯТЬДЕСЯТ ЛЕТ ВООРУЖЕННЫХ СИЛ СССР»).
- Il nastro era azzurro con una striscia bianca centrale caricata di due strisce rosse.